# Ботанічний сад (Люблін)
51°15′49.76″ пн. ш. 22°30′49.59″ сх. д. / 51.2638222° пн. ш. 22.5137750° сх. д.
Ботанічний сад університету Марії Кюрі-Склодовської у Любліні заснований 23 лютого 1965 року у дільниці Любліна Славін.

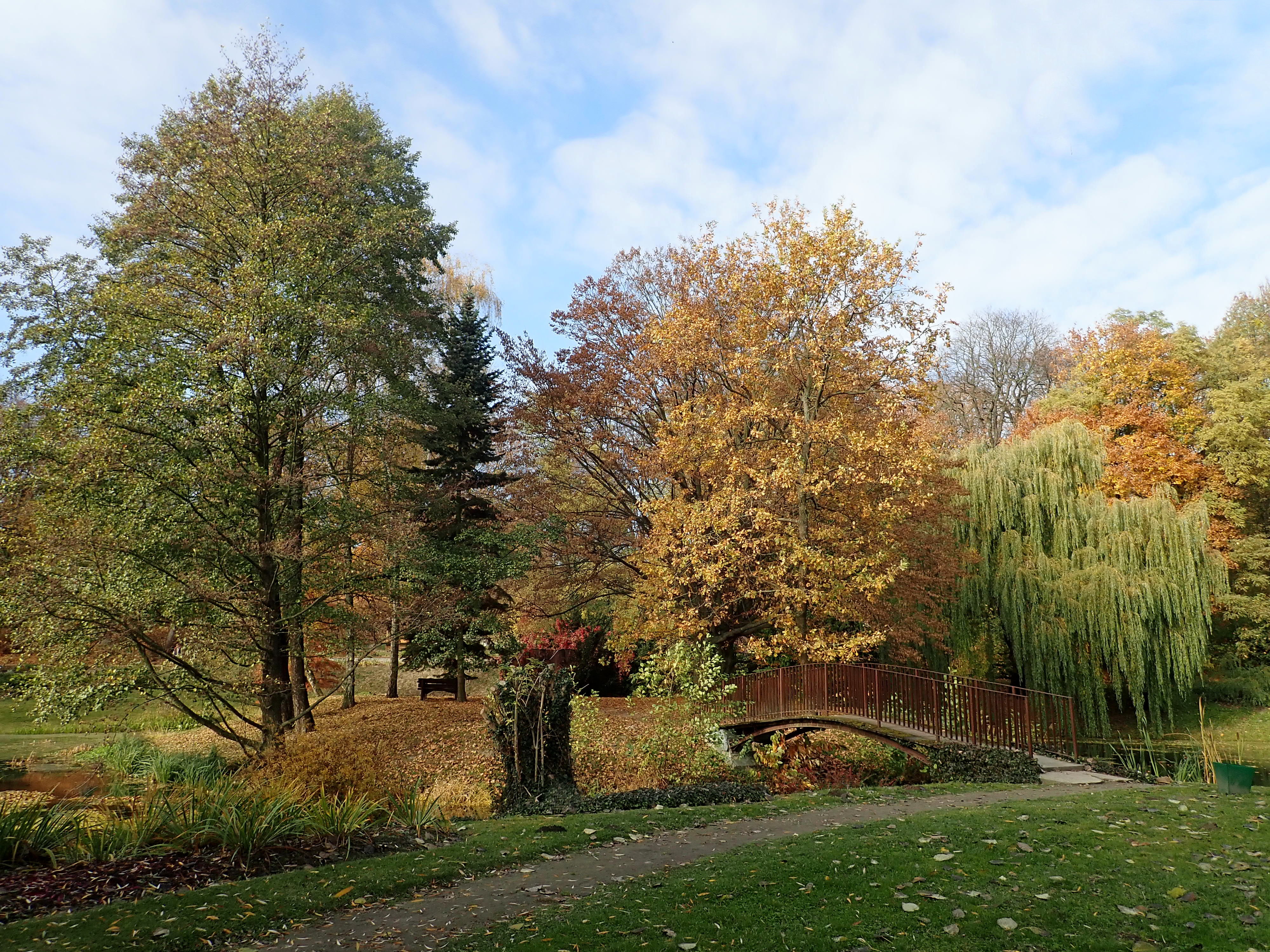
Ботанічний сад восени

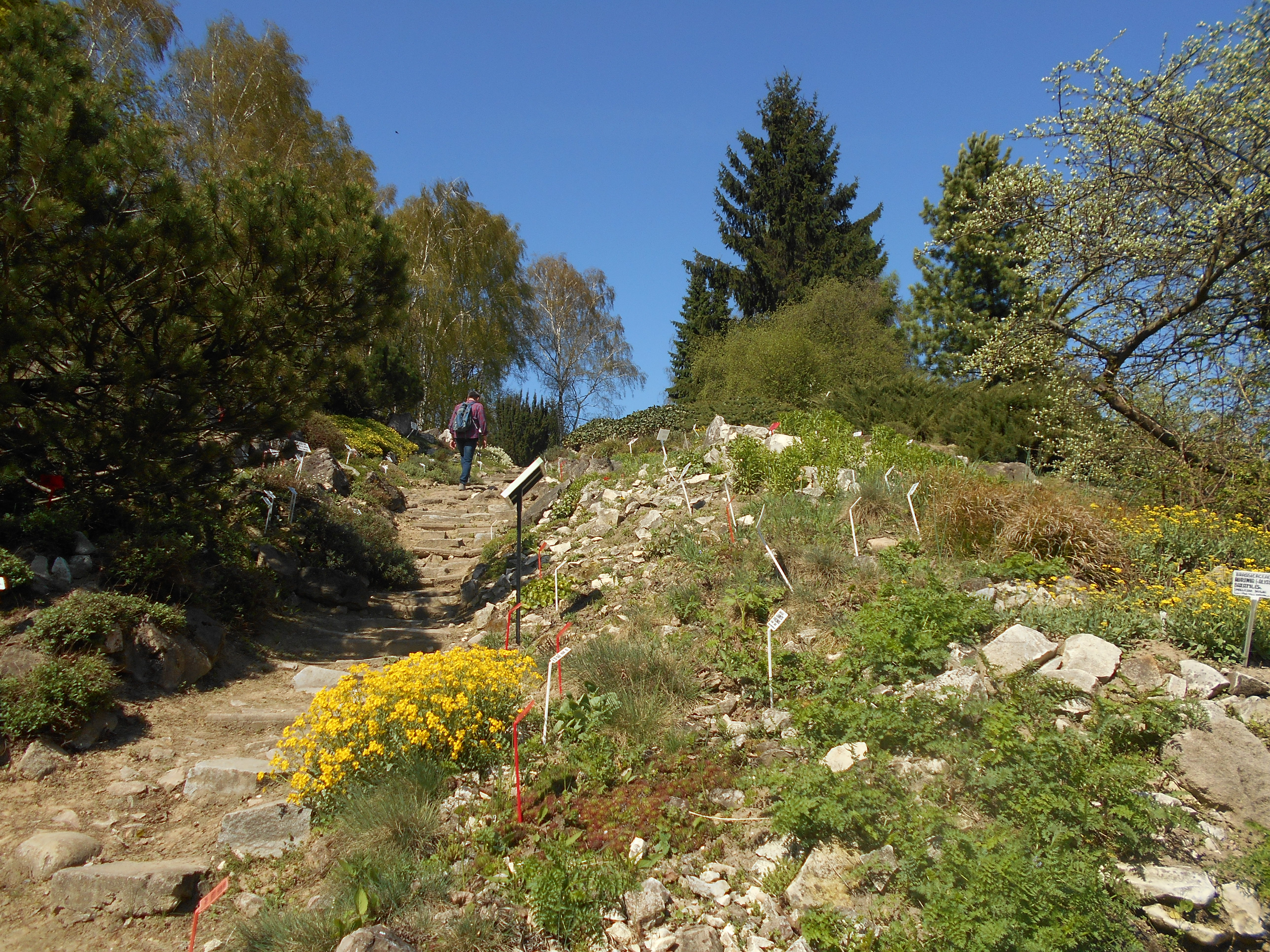
Відділ гірських рослин (альпінарій)

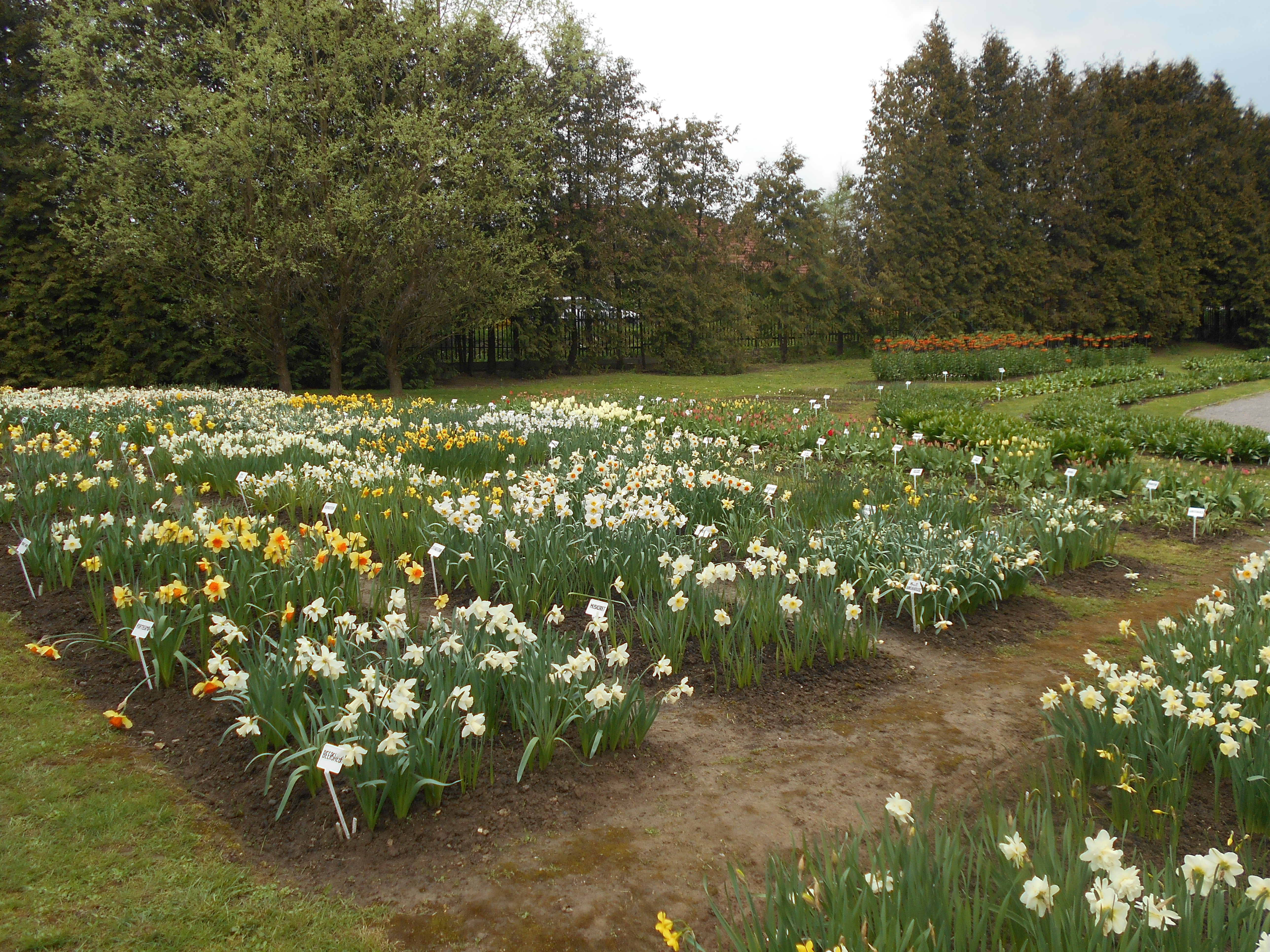
Нарциси

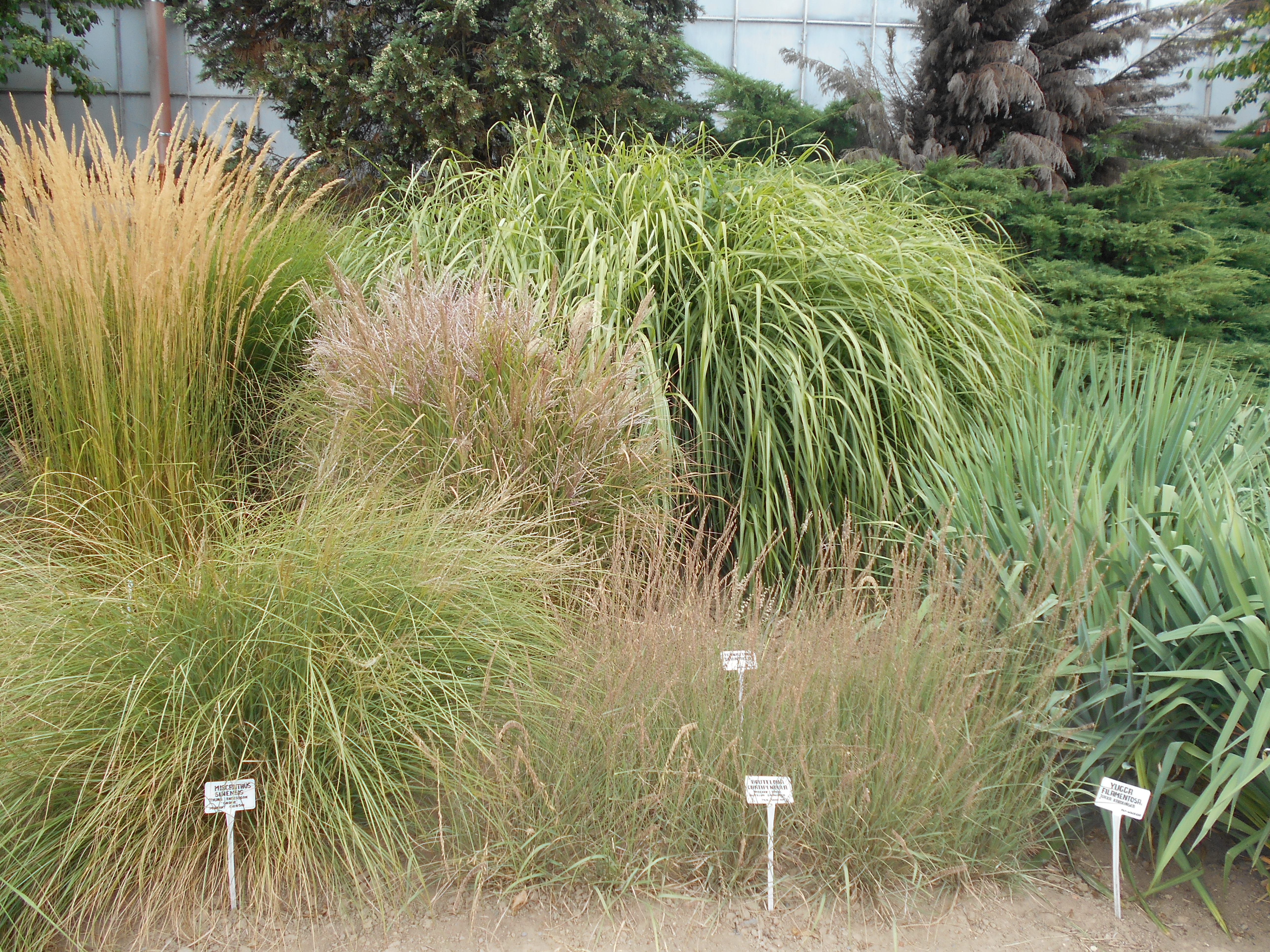
Декоративні трави

## Розташування
Сад розташований в північно-західній частині Любліна на вулиці Славінковській.

## Історія
Ідея створення університетського ботанічного саду в Любліні зародилася у 1944 році. Професори Йозеф Мотика та Адам Пашевський сформували комітет, який опікувався проектом створення саду на тнриторії маєтку Славінек. Спочатку, в очікуванні затвердження місця розташування саду, як частини Великого плану Любліна, був створений дендрарій на території кампуса,  так званий "старий ботанік", на  сьогодні парк. Інтенсивні зусилля Казимира Бринського отримати землю на Славінку увінчалися успіхом, і у 1958 році університет отримав право власності на територію площею 13 гектарів. Проте будівництво ботанічного саду розпочалося лише тоді, коли ректором університету став професор доктор Гжегож Леопольд Сейдлер.
У 1964 - 1970 розпочалося створення ботанічного саду. Територія була обгороджена, побудовані адміністративна та господарська споруди з котельнею та теплицю площею майже 1000 м². Також з'явилися  ємності та збору та зберігання води. Автори первинної концепції саду були архітектори Оскар і Софія Гансен з Кракова у конструктивній співпраці із доктором Марією Петрович та доцентом Домініком Фіялковським. Протягом цього періоду виникли систематичні, утилітарні, декоративні та екологічні рослинні ділянки. У 1964 році Тадеуш Петрович взяв на себе керування будівництвом та господарськими питаннями. Проектуванням та посадкою рослин безпосередньо зайнявся професор Домінік Фіялковський у співпраці із доктором Марією Петрович та доктором Казімежом Козаком. Було створено наступні відділи ботанічного саду - систематики рослин, дендрарій, практичного використання рослин, декоративних рослин, альпійський сад, відділ тропічних і субтропічних рослин, флори Польщі, Південної та Південно-Східної Європи, та не існуючих на сьогодні відділів рослин Північної Америки та Азії.
23 лютого 1965 року вважається датою заснування саду, коли Сенат університету Марії Кюрі-Склодовської в Любліні, в рамках Кафедри систематики рослин створив нову організаційну одиницю під назвою Ботанічний сад.
У 1970році керівництво садом перейняв докторр Казімеж Козак, чиїми зусиллями територія саду була збільшена до 25 га. У наступні роки велася напружена робота, щоб завершити перший етап організації та відкриття саду для відвідувачів, яке відбулося 30 квітня 1974 року.
У 1995році директором саду став доктор Мацей Квятковський. Він впровадив зміни у експозиції саду із врахуванням архітектури і пейзажу, додав більше інформації для відвідувачів, і зробив ряд інвестицій для зміни зовнішнього вигляду саду.
У жовтні 2009 року заметіль зробила багато шкоди в саду. Цінні зразки були знищені, інші, такі як гінкго сильно постраждали.

## Відділи та колекції рослин
Колекції саду нараховують більше як 1600 видів дерев і чагарників, більше 3300 видів трав'янистих рослин у відкритому ґрунті та близько 1600 видів рослин у теплицях. У парку росте 106 дерев старших 100 років.
- Відділ цибулевих та бульбових рослин
- Дендрарій
- Відділ рослин Південної та Південно-Східної Європи
- Рослини біблійні
- Відділ польської флори
  - Рослини, що охороняються
- Відділ гірських рослин (альпінарій)
- Відділ декоративних рослин
- Розарій
- Відділ систематики рослин
- Відділ тропічних та субтропічних рослин
- Відділ рослин практичного використання
- Відділ водних та болотних рослин

## Директори або виконуючі обов'язки директора Ботанічного саду у Любліні
- Казімеж Бринський
- Тадеуш Петрович
- Домінік Фіялковський
- доктор Казімеж Козак
- доктор Мацей Квятковський
- доктор Гражина Шимчак

## Режим роботи
Сад відкритий з квітня по жовтень. Вхід платний.